# هانس كيليان
هانس كيليان (بالألمانية: Hanns Kilian)‏ هو متزلج جماعي ألماني، ولد في 2 مايو 1905 في غارميش-بارتنكيرشن في ألمانيا، وتوفي بنفس المكان في 17 أبريل 1981.

## وصلات خارجية
- هانس كيليان على موقع اللجنة الأولمبية الدولية (الإنجليزية)
- هانس كيليان على موقع أوليمبيديا (الإنجليزية)